# Heparprobe
Die Heparprobe ist eine Vorprobe im klassischen Trennungsgang der anorganischen Analytik. Sie dient dazu festzustellen, ob die zu analysierende Probe Schwefel in irgendeiner Form, zum Beispiel als Sulfid oder Sulfat, enthält.

## Historisches
Die Heparprobe wurde erstmals bereits im Juli 1697 von dem für seine exakten Versuchsvorschriften bekannten Chemiker und Mediziner Georg Ernst Stahl erwähnt. Er publizierte diese wie folgt:

“Secundum, quod verum Sulphur sit, probatur fusione ejus cum alcali in forma rubicunda, quae delisquescendo, sit nigra remanente tamen bona parte eliam cum alcali solubili & solutionem flavam probente quae si cum aceto praecipitetur. Lac Sulphuris cadit.”

„Zweitens, dass es echter Schwefel sei, wird bewiesen durch dessen Schmelze mit Kaliumcarbonat, die ein rotes Aussehen hat, welche beim Flüssigwerden schwarz werde, wobei aber ein guter Teil mit Alcali als löslicher zurückbleibt und eine gelbe Lösung darbietet, die, wenn sie mit Säure niedergeschlagen wird, als Schwefelmilch fällt.“

## Ablauf
Man schmilzt etwas Natriumcarbonat an einem Magnesiastäbchen (oder einem Platindraht) zu einer kleinen Kugel und benetzt diese mit der zu analysierenden Probe. Diese hält man in die reduzierende Flamme des Bunsenbrenners, um alle Schwefelverbindungen zum Sulfid zu reduzieren. Danach wird sie mit Wasser benetzt und auf ein Stück blankes Silber gepresst. In Verbindung mit Sauerstoff entsteht Silbersulfid. Dieses bildet einen gelbbraunen bis schwarzen Fleck, der an die Farbe von Schwefelleber erinnert. Aufgrund dieser Ähnlichkeit kam es zu dem Namen Heparprobe (gr. hepar, Leber).
Silbersulfid entsteht gemäß der Reaktion:
Die Heparprobe ist eine empfindliche, aber nicht spezifische Nachweisreaktion, denn eine positive Reaktion ergeben auch Selen und Tellur.
Zur weiteren Differenzierung wird die Probe mit 1-molarer Schwefelsäure erwärmt. Dabei entsteht Schwefelwasserstoff (H2S), der an seinem typischen Geruch oder durch seine Eigenschaft, Bleiacetatpapier zu schwärzen, identifiziert werden kann.
Leicht abgewandelt ist die Heparprobe auch in der Mineralogie bekannt. Dabei wird eine Probe des Minerals mit Natriumcarbonat (Soda) und etwas Holzkohlepulver gemischt, angefeuchtet und mit reduzierender Flamme geschmolzen. Auch hier entsteht bei Anwesenheit von Schwefel Natriumsulfid. Dieses kann an einer Gelbfärbung der Probe erkannt werden und führt ebenfalls zu einer Schwarzfärbung eines blanken Silberblechs oder einer blanken Silbermünze.